# Henri Barbusse
Henri Barbusse [Barbis] (17. květen 1873, Asnières-sur-Seine, Francie – 30. srpen 1935, Moskva, Rusko) byl francouzský prozaik, levicově orientovaný novinář a politik. Proslavil se svým protiválečným románem Oheň.

## Biografie
Jeho otec byl novinář a divadelní publicista. Matka zemřela, když Henrimu ještě nebyly tři roky. Studoval literaturu a filosofii v Paříži. Jeho učitelem na gymnáziu byl Stéphane Mallarmé. Do literatury vstoupil několika povídkami a sbírkou lyrických veršů s názvem Plačky (Pleureuses) vydanou v roce 1895. Vzbudila pozornost literárního kritika Catulle Mendèse, který se stal jeho ochráncem a povzbuzoval ho v další tvorbě. Roku 1898 se Barbusse oženil s jeho dcerou Hélyonou. 
Po skončení studií byl zaměstnán v tiskovém úřadě ministerstva vnitra. V roce 1897 se stal na Mendèsovu přímluvu divadelním redaktorem v nově založené politickém časopisu La Grande Revue. Jako publicista se zaměřoval na literární kritiku (upoutal ho zejména Emile Zola). Jeho první román, vydaný v roce 1903 pod názvem Prosebníci (Les Suppliants), zapadl.  Po pěti letech vyšel jeho románový esej Peklo (L’Enfer), který zaujal čtenáře novátorským zpracováním tématu vztahu člověka a společnosti ovládané kapitálem. Jeho talentu si povšimli i známí literáti France, Maeterlinck nebo Loti.  V letech 1911–1914 spolupracoval s deníkem Le Matin, kam pravidelně psal krátké povídky. Jeho krátké prózy byly později vydány v několika sbornících: Nous autres...(1914), Quelques coins du coeur (1921), L’Illusion a L’Etrangère.
Zásadní předěl v jeho životě byl rok 1914, kdy jako dobrovolník narukoval do první světové války. Bylo mu 41 let, prodělal tuberkulózu, ale věřil, že je třeba za mír bojovat. Brzy však z toho vystřízlivěl a chtěl mimo jiné vyvést z omylu i ostatní lidi. V bojových jednotkách pěchoty se zúčastnil bojů na frontách až do listopadu 1915.  V zákopech a vojenských nemocnicích pak napsal svůj protiválečný román Oheň (Le Feu), který vycházel na pokračování v deníku L’Oeuvre už v roce 1916. Knižní vydání mu zakrátko, ještě v letech války, zajistilo světový věhlas. Ve Francii získalo Goncourtovu cenu.
Po válce se aktivně zapojil do politické činnosti, současně psal filozofické a publicistické prózy včetně románu Jasno (Clarté). V roce 1917 založil pacifistickou a protiimperialistickou organizaci Clarté, která existuje dodnes. Skupina sdružovala levicově orientované spisovatele a intelektuály a vydávala stejnojmenný časopis, mezi její členy patřili např. Romain Rolland, Anatole France, Henri Bataille, Chaldres Vildrac, Upton Sinclair, H. G. Wells, Stefan Zweig, G. B. Shaw, Bertrand Russell, Heinrich Mann. Členy československé sekce skupiny Clarté byli v meziválečné době levicoví spisovatelé a umělci - např. Stanislav Kostka Neumann, Josef Hora, Helena Malířová, Ivan Olbracht, Antonín Sova, Fráňa Šrámek.
Válečné zkušenosti posílily jeho levicovou orientaci. Obdivoval komunisty (od roku 1923 byl člen Komunistické strany Francie), v roce 1926 se stal literárním ředitelem komunistického deníku L’Humanité. Byl nadšený z VŘSR, často cestoval do SSSR. Přátelil se s Leninem a Gorkým, byl autorem francouzsky psaného tendenčně oslavného životopisu Stalin z roku 1935. Začátkem třicátých let se zapojil do mírového a protifašistického mezinárodního hnutí. 
Poválečná Barbussova tvorba zahrnuje román Souvislosti (Les Enchaitements, 1925), novelu Co bylo, bude (Ce qui fut, sera 1930), ale také povídky a reportáže z cest. Své velké znalosti starověké historie využil v trilogii o životě Ježíše Krista (Jésus 1927, Les Judas de Jésus 1927, Jésus contre Dieu posmrtně vydáno v Moskvě 1971)).  Byl esperantistou a propagoval celosvětové rozšíření tohoto umělého jazyka.
Zemřel na zápal plic v Moskvě během jedné ze svých návštěv Sovětského svazu. Je pohřben na pařížském hřbitově Père Lachaise nedaleko zdi Komunardů.

## Dílo – výběr
Počátky jeho tvorby ovlivněny romantismem (básně); jádro jeho světoznámého díla tvoří trojice románů, ovlivněných zčásti naturalismem:
- Peklo (L'Enfer, 1908, přepracovaná verze 1917) - zobrazení moderního velkoměsta, vychází ze Zolova naturalismu, které obohacuje o metafyzické úvahy o smyslu života v moderní době.
- Oheň (Le Feu, Journal d'une escouade, časopisecky 1916, knižně 1917) Dostupné online - román, který líčí život vojáků na frontě. Podtitul: Deník bojového družstva. Kniha se skládá z 24 kapitol, každá tvoří jednu epizodu. Vyjadřuje odpor proletářů k válce - ten samozřejmě nebyl větší než u jiných skupin, ale po Brest-Litevském míru (1917), komunisté tvrdili, že nechtěli bojovat. Kniha je pojata jako památka na padlé kamarády (je jim i věnována), vycházela na pokračování v deníku L'Oeuvre. Nejsou zde hlavní postavy, není zde plynulý děj.

- Jasno - (Clarté, 1919) román, navazující na Oheň - odsuzuje válku. Tento román dal název mezinárodnímu hnutí sdružujícímu představitele humanistické inteligence.

Eseje:
- Světlo v propasti (1920)
- Dopisy duševním pracovníkům (1922)

Reportáže:
- Gruzie (1929)
- Rusko (1930)

- Různé zprávy (1928) - kniha obsahující novely, povídky, historické studie, atp.

Povídky:
- Šílenství lásky (výbor z rané povídkové tvorby) (1919, česky 1973)